# The Beast in the Cellar
The Beast in the Cellar és una pel·lícula de terror britànica de 1970 escrita i dirigida per James Kelley. La pel·lícula va ser produïda per Leander Films i Tigon British Film Productions, i protagonitzada per Beryl Reid.

## Argument
Els soldats estacionats a una base de l'exèrcit rural a Lancashire estan sent mutilats fins a la mort al bosc circumdant. Les autoritats sospiten d'un gat salvatge, però les germanes Joyce i Ellie Ballantyne, que viuen en una casa propera, temen que els soldats estiguin sent assassinats pel seu germà Steven (Dafydd Havard), que ha estat tancat al celler durant gairebé 30 anys.
La Joyce i l'Ellie descobreixen que l'Steven ha excavat un túnel fora del celler, que li permet anar i venir com vol. També troben el cos d'un dels soldats. Mentre omplen el túnel, Joyce pateix una caiguda, obligant a Ellie a completar la tasca sola. Aleshores, Ellie enterra la víctima d'Steven prop de la casa.
Amb la Joyce ara enllitada, l'Ellie s'adona que no pot fer front sola i truca a l'exèrcit i la policia. Ella els diu que Steven és el germà petit d'ella i de Joyce, nascut després del retorn del seu pare soldat de la Primera Guerra Mundial. Afegeix que el seu pare s'havia quedat commocionat per les seves experiències i era violent cap a Steven. Després de la mort dels seus pares, Joyce, no volia que Steven acabés com el seu pare, va decidir evitar que fos convocat a l'inici de la Segona Guerra Mundial. Amb aquesta finalitat, ella i l'Ellie van drogar a Steven i el van col·locar al celler, després li van posar el subministrament d'aigua amb píndoles per dormir per mantenir-lo sota control. Després de ser maltractat físicament pel seu pare soldat, després empresonat durant tres dècades per les seves germanes, Steven ha desenvolupat un odi als homes de l'exèrcit uniformats i ha retrocedit al nivell d'un salvatge.
Steven torna a entrar a la casa i s'ataca a Joyce, que porta l'abric i la gorra de l'exèrcit del seu pare. Un dels soldats li dispara mortalment. L'Ellie s'adona que l'Steven no volia atacar a Joyce, sinó una fotografia emmarcada al costat del llit del seu pare amb uniforme.

## Repartiment
- Beryl Reid com a Ellie Ballantyne
  - Gail Lidstone com a Young Ellie
- Flora Robson com Joyce Ballantyne
  - Elizabeth Choice com Young Joyce
- John Hamill com el caporal Alan Marlow
- Tessa Wyatt com a infermera Joanna Sutherland
- T. P. McKenna com a superintendent Paddick
- John Kelland com el sergent Young
- David Dodimead com el Dr Spencer
- Vernon Dobtcheff com a Sir Bernard Newsmith
- Dafydd Havard com Stephen Ballantyne
- Merlyn Ward com el jove Stephen
- Anthony Heaton com Anderson
- Chris Chittell com a Baker
- Peter Craze com a Roy
- Roberta Tovey com a Paper Girl
- Reg Lever com a home de l'ambulància

## Estrena
La pel·lícula va ser adquirida per a la seva distribució a Amèrica del Nord per The Cannon Group Inc., i es va estrenar a les sales de cinema a autocinemes a Philadelphia, Pennsylvania l'1 de desembre de 1971; es va combinar com a doble sessió amb The Blood on Satan's Claw (1971).

## Mitjans domèstics
La pel·lícula es va estrenar al Canadà en DVD per Maple Pictures el 6 de desembre de 2005. Més tard va ser estrenada als Estats Units per Trinity el 14 de febrer de 2006. El 2011, va ser llançada dues vegades per Allegro Corporation l'1 de febrer i 7 de juny respectivament. Aquest darrer llançament va formar part de la Marató de pel·lícules "Psycho Killers" 4. Va ser llançada per última vegada per Films Around The World Inc. l'11 de novembre de 2015.

## Recepció
The Beast in the Cellar va rebre crítiques majoritàriament negatives en el seu llançament.
L'autor i crític de cinema Leonard Maltin va donar a la pel·lícula 2/4 estrelles, afirmant que les actuacions de Reid i Robson van portar la pel·lícula a un nivell mitjà. TV Guide va atorgar a la pel·lícula 1/4 d'estrella, afirmant que "La premissa potencialment interessant es desfà amb un guió extremadament conversador." A la seva web Fantastic Movie Musings and Ramblings, Dave Sindelar va qualificar la pel·lícula d'"avorrida" i va criticar la flàccida direcció de la pel·lícula, seqüències amb converses interminables, manca de suspens, concentració excessiva en els personatges de Reid i Robson i el disseny del monstre del títol. Charles Tatum d' eFilmCritic li va atorgar 2/5 estrelles, oferint una manera semblant a les trams avorrides massa llargs de la pel·lícula i la manca d'eficàcia durant les seqüències d'atac. Tanmateix, Tatum va elogiar les actuacions de Reid i Robson. Andrew Smith de Popcorn Pictures va atorgar a la pel·lícula una puntuació de 3/10, escrivint: "The Beast in the Cellar té un enfocament interessant de la seva temàtica amb la caracterització dels dos protagonistes i intenta humanitzar-los. No obstant això, al cap i a la fi, això és terror i el que tenim és una pel·lícula de terror britànica bastant feble però tradicional on no veus el monstre fins al final i quan ho fas, t'adones que t'han tingut durant l'última hora i mitja."